# Лендинара
Лендина̀ра (на италиански: Lendinara; на венециански: Łendinara, Лендинара) е град и община в Северна Италия, провинция Ровиго, регион Венето. Разположен е на 9 m надморска височина. Населението на общината е 12 148 души (към 2014 г.).